# Conor McGregor
Conor Anthony McGregor (n. 14 iulie 1988, Crumlin⁠(d), Leinster⁠(d), Irlanda) este un luptător irlandez de arte marțiale mixte și pugilist profesionist. Este primul luptător din istoria UFC care a avut două centuri simultan .
McGregor a fost, de asemenea, campion categoria pană și ușoară simultan în Cage Warriors Fighting Championship, o realizare care îl face primul și singurul luptător care a câștigat două titluri în două divizii diferite în același timp.

## Biografie
Născut în Dublin, Irlanda, în anul 1988, McGregor a crescut în cartierul Crumlin, situat la sudul orașului Dublin, și a asistat la Gaelscoil și Gaelcholáiste în Tallaght, unde și-a dezvoltat pasiunea pentru fotbal. În timpul tinereții sale, McGregor a jucat pentru Lourdes Celtic Football Club.
În 2006, McGregor s-a mutat cu familia sa la Lucan, situat la vestul lui Dublin. Acolo, el a început să învețe instalații sanitare cu tatăl său.

## Carieră în arte marțiale mixte

### Ultimate Fighting Championship (UFC)
În februarie 2013, UFC a anunțat că au semnat cu McGregor un contract pentru mai multe meciuri. McGregor este cel de-al doilea luptător irlandez ce lupta în UFC. Primul a fost Tom Egan.
McGregor a făcut debutul în UFC împotriva lui Marcus Brimage pe 6 aprilie 2013 la UFC on Fuel TV 9. McGregor a câștigat lupta prin knock-out tehnic.
Pe 17 august 2013, McGregor se confruntă cu Max Holloway la UFC Fight Night 26. McGregor a câștigat lupta prin decizie unanimă. După meciul cu Holloway, o scanare RMN a arătat că McGregor și-a rupt ligamentului încrucișat anterior în timpul meciului și ar necesita o intervenție chirurgicală, ținându-l departe de acțiune pentru o perioadă de zece luni.
McGregor îl întâlnea pe Diego Brandao în iulie din 2014 la UFC Fight Night 46. McGregor a câștigat lupta prin knock-out tehnic în runda a doua.
Pe 27 septembrie, 2014, McGregor a luptat cu Dustin Poirier la UFC 178. McGregor a câștigat lupta prin tko în prima rundă.
McGregor se confruntă cu Dennis Siver pe 18 ianuarie 2015 la UFC Fight Night 59. McGregor a câștigat lupta prin knock-out tehnic în runda a doua. Zile înainte de eveniment, Dana White a anunțat că, dacă McGregor îl putea bate pe Siver, ar avea o șansă pentru campionatul featherweight împotriva campionului Jose Aldo.
Pe 11 iulie 2015, McGregor l-a întâlnit pe Chad Mendes la UFC 189 pentru campionatul interimar la categoria pană. McGregor a câștigat lupta prin knock-out tehnic în runda a doua câștigând campionatul.
Conor McGregor s-a confruntat cu Jose Aldo pentru unificarea titlului categoriei pană în evenimentul UFC 194. McGregor a câștigat lupta prin knock-out la 13 secunde, câștigând campionatul.
Pe 5 martie 2016, McGregor se confruntă cu Nate Diaz la UFC 196, acesta fiind debutul lui McGregor în categoria semimijlocie. McGregor a pierdut lupta prin predare în runda a doua.
La UFC 202, McGregor a câștigat revanșa cu Nate Diaz prin decizia majorității.

#### Campion în două divizii
Pe 27 septembrie, a fost anunțat oficial că următoarea luptă pentru McGregor va fi împotriva lui Eddie Alvarez pentru Campionatul de Greutatea Ușoară din UFC pe 12 noiembrie 2016, în UFC 205. McGregor la învins pe Alvarez prin knock-out în runda a doua și a câștigat Campionatul de Greutatea Ușoară din UFC devenind primul campion simultan în două divizii din istoria UFC și, de asemenea, a repetat isprava din timpul carierei sale la Cage Warriors. Această victorie i-a adus „Performanța nopții” și este considerată una dintre cele mai bune performanțe ale lui McGregor în interiorul octogonului.

#### Anularea trofeului de greutate pană
Pe 26 noiembrie, din cauza inactivității sale în divizie, a fost anunțat inițial că McGregor a părăsit Divizia pană,  astfel devenind José Aldo campion incontestabil. Antrenorul lui McGregor, totuși, a confirmat alte rapoarte care afirmau că McGregor a fost de fapt deposedat de titlu.

#### 2017
După ce a câștigat campionatul la categoria ușoară la UFC 205, McGregor a anunțat că va lua o pauză de la UFC pentru a aștepta nașterea primului său copil în 2017. McGregor și-a petrecut majoritatea aparițiilor publice la începutul lui 2017 făcând campanie pentru un meci de box cu Floyd Mayweather Jr. După luni de negocieri, cei doi s-au înțeles în sfârșit pe 14 iunie 2017 și au anunțat că meciul va avea loc pe 26 august. Meciul s-a încheiat în cele din urmă în runda a 10-a cu o victorie prin TKO pentru Mayweather.

#### 2018
După încheierea UFC 223 pe 7 aprilie, McGregor a fost deposedat de Campionatul UFC, categoria ușoară din cauza inactivității, iar Khabib Nurmagomedov a fost încoronat campion incontestabil după ce l-a învins pe Al Iaquinta la eveniment.
Pe 3 august, a fost anunțat că McGregor se va întoarce în octogon pentru prima dată din noiembrie 2016 la UFC 229 pentru a-l provoca pe neînvinsul Khabib Nurmagomedov pentru Campionatul UFC de greutate ușoară pe 6 octombrie. Acest meci a fost considerat unul dintre cele mai mari concursuri din istoria sportului și a fost a adunat numeroși spectatori. Nurmagomedov l-a trimis pe McGregor cu un “neck crank” în runda a patra.

#### 2019
Pe 26 martie 2019, McGregor și-a anunțat retragerea pe rețelele sociale. Cu toate acestea, Dana White a văzut acest anunț ca pe un truc pentru a-și asigura acțiuni în companie, White sugerând mai târziu că retragerea sa nu va dura și că a fost în contact regulat cu el și a declarat că va lupta din nou în viitor. McGregor a scris anterior pe Twitter că vrea o revanșă cu Khabib Nurmagomedov și că îl va vedea în Octogon.

#### 2020
După mai mult de un an departe de Octogon, McGregor l-a înfruntat pe Donald Cerrone într-o luptă la categoria semi-mijlociu pe 18 ianuarie 2020 la UFC 246. A câștigat lupta prin knockout tehnic la 40 de secunde din prima rundă. Această victorie i-a adus un premiu Performance of the Night. Victoria l-a făcut pe McGregor primul luptător UFC care a deținut finalizări prin knockout în diviziile de greutate pană, ușoară și semi-mijlocie. Pe 6 iunie 2020, McGregor a anunțat încă o dată că se retrage din UFC.

#### 2021
În ciuda discuțiilor cu privire la retragere, s-a anunțat ca urmează o confruntare cu fostul Campion UFC categoria ușoară, Dustin Poirier într-o revanșă a meciului din 2014 de la UFC 257, pe 24 ianuarie 2021. McGregor a pierdut lupta prin knockout tehnic în runda a doua, marcând prima pierdere prin knockout din cariera lui. Acesta a primit ulterior o suspendare medicală de 6 luni după KO.
McGregor s-a confruntat pentru a treia oară cu Dustin Poirier pe 10 iulie 2021 la UFC 264. McGregor a pierdut lupta prin knockout tehnic în runda întâi, după ce medicul de pe ring a oprit meciul. McGregor avea o tibie ruptă, ceea ce l-a făcut să nu mai poată continua.

#### 2023
După timpul necesar pentru a remedia accidentarea la picior, a fost anunțat că McGregor va fi antrenor pentru a doua oară în cadrul The Ultimate Fighter 31, de data aceasta împotriva lui Michael Chandler. Se vor înfrunta după sezon, la un eveniment încă de stabilit.
2024-
McGregor si-a anunțat revenirea in seara dintre ani in UFC pe data de 29 Iunie 2024 luptând cu luptătorul Michael Chandler la categoria de 85 KG (185LBS)

## Rezultate în MMA
| Rezultate profesioniste |             |              |
| 28 meciuri              | 22 victorii | 6 înfrângeri |
| Prin knockout           | 19          | 2            |
| Prin predare            | 1           | 4            |
| La puncte               | 2           | 0            |

| Rezultat           | La general | Adversar            | Metodă                            | Eveniment                                  | Data               | Runda | Timp | Locația                                             | Note                                                                          |
| ------------------ | ---------- | ------------------- | --------------------------------- | ------------------------------------------ | ------------------ | ----- | ---- | --------------------------------------------------- | ----------------------------------------------------------------------------- |
| Înfrângere cu mike | 22–6       | Dustin Poirier      | TKO (oprire medicala)             | UFC 264                                    | 10 iulie 2021      | 1     | 5:00 | Las Vegas, Nevada                                   |                                                                               |
| Înfrângere         | 22–5       | Dustin Poirier      | TKO (punches)                     | UFC 257                                    | 24 ianuarie 2021   | 2     | 2:32 | Abu Dhabi                                           |                                                                               |
| Victorie           | 22–4       | Donald Cerrone      | TKO (pumni)                       | UFC 246                                    | 18 ianuarie 2020   | 1     | 0:40 | Las Vegas, Nevada, Statele Unite ale Americii       | Welterweight bout. Performance of the Night.                                  |
| Înfrângere         | 21–4       | Khabib Nurmagomedov | Supunere (sufocare spate gol)     | UFC 229                                    | 6 octombrie 2018   | 4     | 3:06 | Paradise, Nevada, Statele Unite ale Americii        | Pentru campionatul UFC Lightweight Championship.                              |
| Victorie           | 21–3       | Eddie Alvarez       | TKO (pumni)                       | UFC 205                                    | 12 noiembrie 2016  | 2     | 3:04 | New York City, New York, Statele Unite ale Americii | Won the UFC Lightweight Championship. Performance of the Night.               |
| Victorie           | 20–3       | Nate Diaz           | Decizie (majoritară)              | UFC 202                                    | 20 august 2016     | 5     | 5:00 | Las Vegas, Nevada, Statele Unite ale Americii       | Welterweight bout. Fight of the Night.                                        |
| Înfrângere         | 19–3       | Nate Diaz           | Supunere (sufocare spate-gol)     | UFC 196                                    | 5 martie 2016      | 2     | 4:12 | Las Vegas, Nevada, Statele Unite ale Americii       | Welterweight debut. Fight of the Night.                                       |
| Victorie           | 19–2       | José Aldo           | KO (pumn)                         | UFC 194                                    | 12 decembrie 2015  | 1     | 0:13 | Las Vegas, Nevada, Statele Unite ale Americii       | Won and unified the UFC Featherweight Championship. Performance of the Night. |
| Victorie           | 18–2       | Chad Mendes         | TKO (pumni)                       | UFC 189                                    | 11 iulie 2015      | 2     | 4:57 | Las Vegas, Nevada, Statele Unite ale Americii       | Won the interim UFC Featherweight Championship. Performance of the Night.     |
| Victorie           | 17–2       | Dennis Siver        | TKO (pumni)                       | UFC Fight Night: McGregor vs. Siver        | 18 ianuarie 2015   | 2     | 1:54 | Boston, Massachusetts, Statele Unite ale Americii   | Performance of the Night.                                                     |
| Victorie           | 16–2       | Dustin Poirier      | TKO (pumni)                       | UFC 178                                    | 27 septembrie 2014 | 1     | 1:46 | Las Vegas, Nevada, Statele Unite ale Americii       | Performance of the Night.                                                     |
| Victorie           | 15–2       | Diego Brandão       | TKO (pumni)                       | UFC Fight Night: McGregor vs. Brandao      | 19 iulie 2014      | 1     | 4:05 | Dublin, Irlanda                                     | Performance of the Night.                                                     |
| Victorie           | 14–2       | Max Holloway        | Decizie (unanimă)                 | UFC Fight Night: Shogun vs. Sonnen         | 17 august 2013     | 3     | 5:00 | Boston, Massachusetts, Statele Unite ale Americii   |                                                                               |
| Victorie           | 13–2       | Marcus Brimage      | TKO (pumni)                       | UFC on Fuel TV: Mousasi vs. Latifi         | 6 aprilie 2013     | 1     | 1:07 | Stockholm, Suedia                                   | Return to Featherweight. Knockout of the Night.                               |
| Victorie           | 12–2       | Ivan Buchinger      | KO (pumn)                         | Cage Warriors: 51                          | 31 decembrie 2012  | 1     | 3:40 | Dublin, Irlanda                                     | Won the Cage Warriors Lightweight Championship                                |
| Victorie           | 11–2       | Dave Hill           | Supunere (sufocare spate-gol)     | Cage Warriors: 47                          | 2 iunie 2012       | 2     | 4:10 | Dublin, Irlanda                                     | Won the Cage Warriors Featherweight Championship                              |
| Victorie           | 10–2       | Steve O'Keefe       | KO (coate)                        | Cage Warriors: 45                          | 18 februarie 2012  | 1     | 1:35 | Kentish Town, Anglia                                |                                                                               |
| Victorie           | 9–2        | Aaron Jahnsen       | TKO (pumni)                       | Cage Warriors: Fight Night 2               | 8 septembrie 2011  | 1     | 3:29 | Amman, Iordania                                     | Lightweight bout.                                                             |
| Victorie           | 8–2        | Artur Sowinski      | TKO (pumni)                       | Celtic Gladiator 2: Clash of the Giants    | 11 iunie 2011      | 2     | 1:12 | Portlaoise, Irlanda                                 |                                                                               |
| Victorie           | 7–2        | Paddy Doherty       | KO (pumn)                         | Immortal Fighting Championship 4           | 16 aprilie 2011    | 1     | 0:04 | Letterkenny, Irlanda                                |                                                                               |
| Victorie           | 6–2        | Mike Wood           | KO (pumni)                        | Cage Contender 8                           | 12 martie 2011     | 1     | 0:16 | Dublin, Irlanda                                     |                                                                               |
| Victorie           | 5–2        | Hugh Brady          | TKO (pumni)                       | Chaos FC 8                                 | 12 februarie 2011  | 1     | 2:31 | Derry, Irlanda de Nord                              |                                                                               |
| Înfrângere         | 4–2        | Joseph Duffy        | Supunere (sufocare braț-triunghi) | Cage Warriors 39: The Uprising             | 27 noiembrie 2010  | 1     | 0:38 | Cork, Irlanda                                       | Lightweight bout.                                                             |
| Victorie           | 4–1        | Connor Dillon       | TKO (Retragere din colț)          | Chaos FC 7                                 | 9 octombrie 2010   | 1     | 4:22 | Derry, Irlanda de Nord                              |                                                                               |
| Victorie           | 3–1        | Stephen Bailey      | TKO (pumni)                       | K.O.: The Fight Before Christmas           | 12 decembrie 2008  | 1     | 1:22 | Dublin, Irlanda                                     |                                                                               |
| Înfrângere         | 2–1        | Artemij Sitenkov    | Supunere (kneebar)                | Cage of Truth 3                            | 28 iunie 2008      | 1     | 1:09 | Dublin, Irlanda                                     | Featherweight debut.                                                          |
| Victorie           | 2–0        | Mo Taylor           | TKO (pumni)                       | Cage Rage Contenders - Irlanda vs. Belgium | 3 mai 2008         | 1     | 1:06 | Dublin, Irlanda                                     |                                                                               |
| Victorie           | 1–0        | Gary Morris         | TKO (pumni)                       | Cage of Truth 2                            | 8 martie 2008      | 2     | 0:08 | Dublin, Irlanda                                     |                                                                               |

## Rezultate în box profesionist
| No. | Rezultat   | Record | Oponent              | Metodă | Rundă, timp   | Dată         | Locație                               | Note |
| --- | ---------- | ------ | -------------------- | ------ | ------------- | ------------ | ------------------------------------- | ---- |
| 1   | Înfrângere | 0–1    | Floyd Mayweather Jr. | TKO    | 10 (12), 1:05 | Aug 26, 2017 | T-Mobile Arena, Paradise, Nevada, SUA |      |